# 繸鱗小沙丁魚
繸鱗小沙丁魚（学名：Sardinella fimbriata），又名黑小沙丁、青鱗仔、鰮仔、沙丁魚、扁仔、繸鱗沙丁魚，為輻鰭魚綱鯡形目鯡科的一個種。

## 分布
本魚分布於印度西太平洋區，包括印度南部、斯里蘭卡、安達曼海、泰國、越南、馬來西亞、菲律賓、台灣南部、印尼、巴布亞紐幾內亞等海域。

## 深度
水深5～50公尺。

## 特徵
本魚體細長，體長為體高的3.1倍，腹鰭至肛門孔的稜鱗數約在13枚左右，比同屬的種類少（約14～17枚）。吻較長，眼徑吻長比為1比1.4左右。體長可達13公分。

## 生態
本魚常群聚在沿海，偶爾會出現在河口，但以夏季居多，其他季節很少。以浮游生物、矽藻為時。

## 經濟利用
可食用，但多做為下雜魚。